# PCC Intermodal
PCC Intermodal S.A., dříve PCC Rail Containers Sp. z o.o. (VKM: PCCC), je polský operátor kombinované dopravy a železniční dopravce se sídlem v Gdyni. Společnost patří do skupiny PCC SE.

## Historie
Firma vznikla v červenci 2005 a o měsíc později zahájila provoz pravidelného kontejnerového vlaku (shuttle) mezi terminálem Brzeg Dolny a přístavem Świnoujście. V prvním pololetí roku 2008 společnost přepravila 18 500 TEU, tj. o 223 % více než ve stejném období předchozího roku.
V roce 2008 byly držitelem akcií PCC Intermodal společnost PCC SE (78,94 %) a dopravce PCC Rail (17,78 %). Po vstupu PCC Intermodal na burzu byly v roce 2010 vlastnické podíly následující: PCC SE 71,04 %, DB Schenker Rail Polska 16 %, drobní akcionáři 12,96 %.

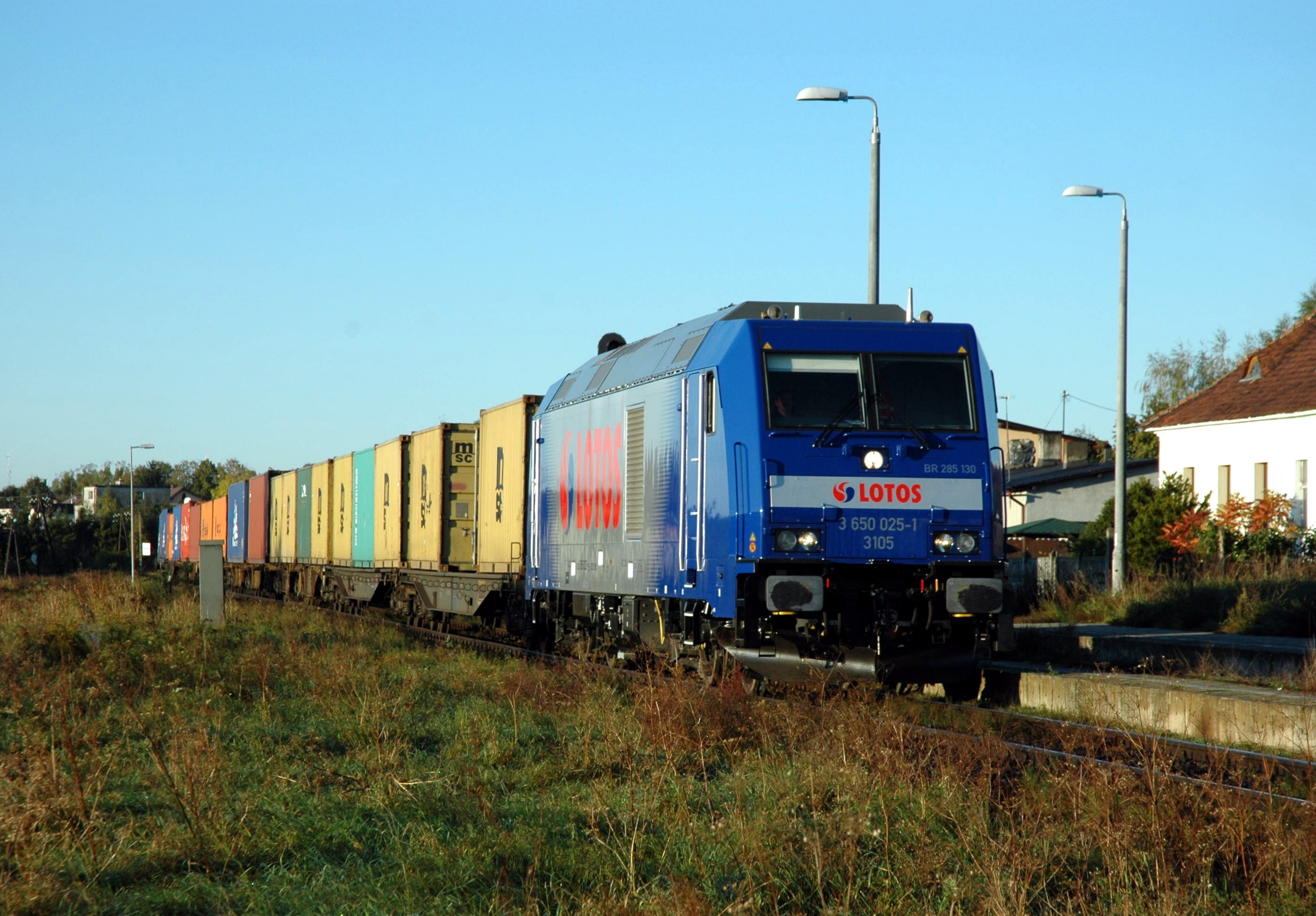
Kontejnerový vlak operátora PCC Intermodal

## Kontejnerové vlaky
V roce 2009 PCC Intermodal provozoval kontejnerové vlaky z námořních přístavů Gdynia, Gdańsk, Hamburg, Bremerhaven a Rotterdam do vnitrozemských terminálů Sławków Euroterminal, Krzewie (u Kutna) a Brzeg Dolny.
Celkem tak provozoval 40 vlaků týdně.
Společnost dále plánovala spojení polského terminálu Brzeg Dolny s jadranskými přístavy prostřednictvím terminálu v Lovosicích. Tato relace však vůbec nebyla spuštěna.
Směrem na jih se společnost neúspěšně pokoušela prorazit v roce 2016 kontejnerovými vlaky Gliwice – Sopron, tato linka však byla pro nezájem zákazníků zrušena. V roce 2023 pak firma spustila pravidelné spojení Gliwice - Padova.
Dopravcem vlaků PCC Intermodal byly původně společnosti ze skupiny PCC Rail, po jejich prodeji německé firmě DB Schenker Rail převzal provoz vlaků na území Polska společnost LOTOS Kolej, v Německu byl dopravcem ITL Eisenbahngesellschaft, v Nizozemsku Captrain Benelux (dříve ITL Benelux).
Od prosince 2017 společnost začala působit rovněž jako železniční dopravce, když převzala vozbu vlaků pro vlastní potřebu mezi terminály Kutno a Brzeg Dolny. Pro vedení svých vlaků společnost začala v roce 2017 používat pronajaté elektrické lokomotivy řady EU07, v následujícím roce se k nim přidaly stroje TRAXX F140MS.

## Terminály

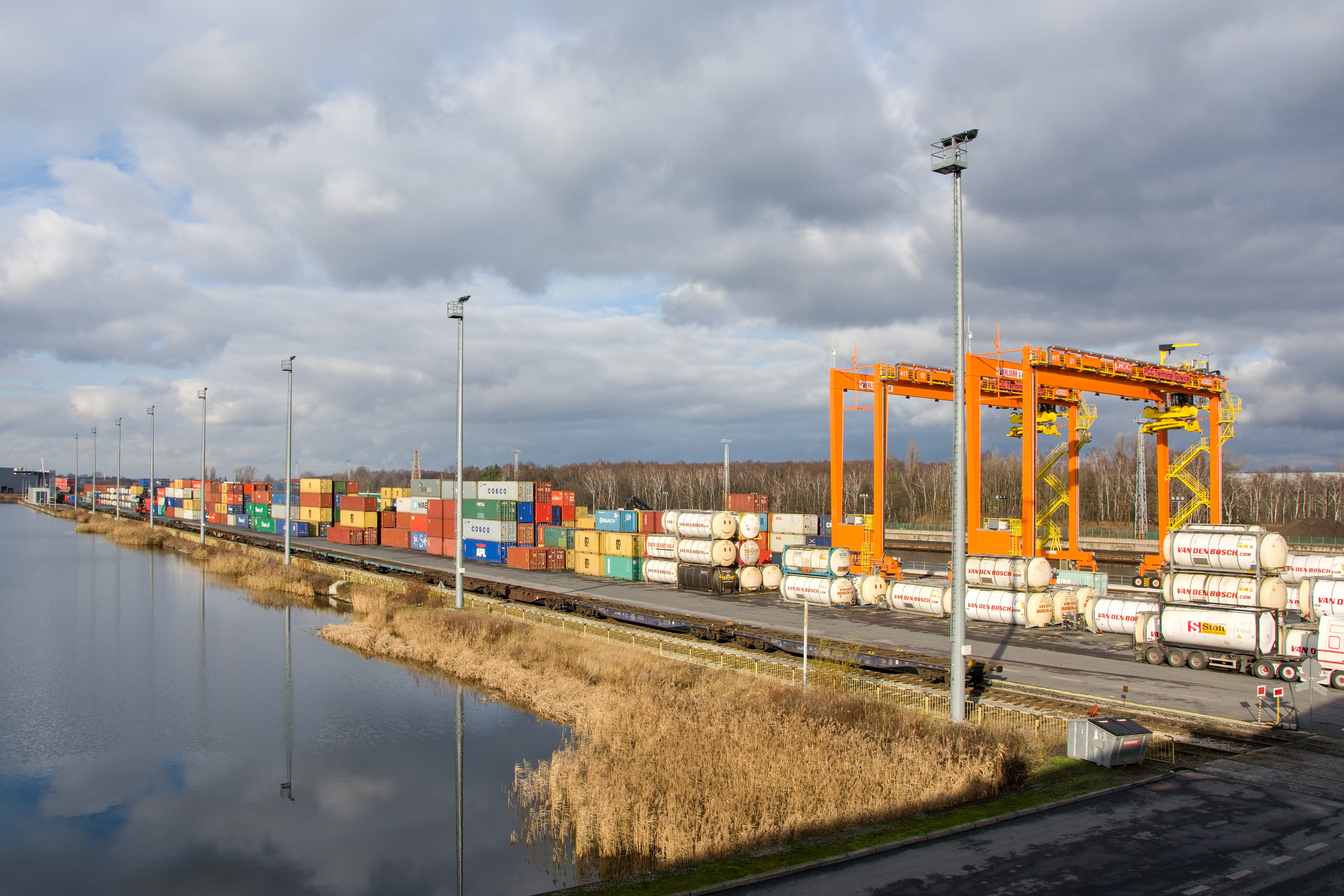
Terminál PCC Intermodal v Gliwicích

Společnost provozuje vnitrozemské terminály Brzeg Dolny, Gliwice, Kutno, Dębica a Frankfurt/Oder. Společnost oznámila vstup na burzu, jejímž cílem bylo získání prostředků na výstavbu terminálu v Kutně. Do roku 2012 pak firma hodlala vybudovat ještě terminály Sosnowiec, Poznań, Wrocław a Tczew.
V březnu 2010 byla zahájena výstavba terminálu v Kutně, kde mají být na pozemku o rozloze 80 tis. m² k dispozici 4 překládkové koleje (každá o délce 650 m), roční překládková kapacita má být 100 tisíc TEU. Terminál by měl být dán do provozu v prosinci 2010.